# Beijing Great Wheel
Beijing Great Wheel är ett pariserhjul som år 2007 började byggas i Peking, Kina, och som är tänkt att bli världens högsta då det är färdigbyggt. 
Från början var det tänkt att hjulet skulle stå färdigt till Sommar-OS 2008, men det beräknade färdigställandet sköts fram till 2009, och senare till 2010. Den 3 maj 2010 rapporterades det att bolaget som är ansvarigt för byggandet, Great Beijing Wheel Co., har gått i konkurs och bygget har stått stilla sedan dess.
Hjulet byggs i Chaoyang Park och är tänkt att bli 208 meter högt, vilket är betydligt högre än konkurrenterna Great Berlin Wheel (185 meter, under byggnad) och Singapore Flyer (165 meter, världens högsta färdigbyggda pariserhjul). Hjulet är tänkt att ha 48 luftkonditionerade gondoler, var och en med plats för 40 passagerare. Vid klart väder ska man kunna se Kinesiska muren från hjulet.